# 좋은 사람들 (라디오 프로그램)
《좋은 사람들 송정애입니다》는 TBS FM에서 방송되었던 라디오 프로그램이다. 2021년 3월 5일 자로 9년만에 폐지되었다.

## 진행자
- 송정애 아나운서

## 코너소개

### 매일 코너
- 좋은 사람 좋은 뉴스
- 오늘을 묻는다
- 당신이라는 참 좋은 사람

### 주간 코너
- 월요일 : 한창완의 책가방
- 화요일 : 이호선의 통하는 아침
- 수요일 : 오늘 '모' 듣지?
- 목요일 : 유광수의 은밀한 고전
- 금요일 : 김세윤의 영화를 만나다